# Felix Michael Haurowitz
Felix Michael Haurowitz (Praga, 1 de março de 1896 – Bloomington, Indiana, 2 de dezembro de 1987) foi um bioquímico tcheco-estadunidense.

## Vida
Haurowitz foi a partir de 1930 professor de química fisiológica na Universidade Carolina em Praga. Em 1938 passou o verão visitando o biólogo Albert Fischer no Laboratório Carlsberg em Copenhague, quando o Acordo de Munique selou a vitória diplomática de Hitler. Ignorando a Alemanha, Haurowitz viajou de volta à Tchecoslováquia, onde atuou como médico militar. Sua família estava lá, e lembrando das experiências judaicas quando a Áustria foi invadida, estava de malas prontas. A agora "alemã" Karls-Universität despediu seus numerosos funcionários "não-arianos", incluindo Haurowitz. Duas semanas após a ocupação de Praga Felix Haurowitz emigrou com sua família para Istambul e em abril de 1939 tornou-se professor e diretor do Instituto de Química Biológica e Médica da Universidade de Istambul. Em 1948 foi como professor para a Universidade de Indiana Bloomington.
Realizou um trabalho significativo sobre bioquímica de proteínas e o sistema imunológico. Juntamente com Anton Breinl desenvolveu em 1930 uma teoria da formação de anticorpos.
Casou em 1925 com Regina Perutz, uma prima de Max Perutz. Haurowitz trabalhava com hemoglobina desde a década de 1920. Em uma reunião em 1937 com Perutz Haurowitz sugeriu-lhe também lidar mais de perto com a hemoglobina.
Em 1956 foi eleito membro da Academia Leopoldina e recebeu o Prêmio Paul Ehrlich e Ludwig Darmstaedter de 1960. Foi eleito em 1970 membro da Academia de Artes e Ciências dos Estados Unidos e em 1975 da Academia Nacional de Ciências dos Estados Unidos.

## Obras
- Biochemie des Menschen und der Tiere (1925)
- Fortschritte der Biochemie (1932)
- Chemistry and Biology of Proteins (1949)
- Immunochemistry and the Biosynthesis of Antibodies (1950)
- Biochemistry: an Introductory Textbook. Nova Iorque: J. Wiley & Sons, Inc., 1955.